# Major Jenő (festő, 1918–1963)
Major Jenő (Kraszna, 1918. március 6. – Budapest, 1963. december 13.) festőművész.

## Életútja
A budapesti Képzőművészeti Főiskolán tanult, ahol mestere Szőnyi István volt. Műveiben megfigyelhető a nagybányai hagyományok folytatása, friss formalátás jellemzi őket. Képeinek témái előbb többek között az alföldi tanyavilág és a Balaton voltak, később az emberábrázolás felé fordult és több portrét, valamint alaktanulmányt készített. 1949-től a Szegedi Tanárképző Főiskolán működött mint docens, ahol számottevő pedagógiai munkásságot fejtett ki. Az intézmény rajztanszékét egészen haláláig vezette. Gyászszertartása Debrecenben zajlott le.

## Kitüntetései
- Az Oktatásügy Kiváló Dolgozója

## Művei
- Gyári dolgozó
- Balatoni kikötő
- Utcakép
- Dunakanyar
- Rózsaszínben
- Önarckép